# Liste der Kulturdenkmäler in Prath
In der Liste der Kulturdenkmäler in Prath sind alle Kulturdenkmäler der rheinland-pfälzischen Ortsgemeinde Prath aufgeführt. Grundlage ist die Denkmalliste des Landes Rheinland-Pfalz (Stand: 8. Dezember 2023).

## Einzeldenkmäler
| Bezeichnung                       | Lage                                  | Baujahr                  | Beschreibung                                                                                  | Bild                           |
| --------------------------------- | ------------------------------------- | ------------------------ | --------------------------------------------------------------------------------------------- | ------------------------------ |
| Wohnhaus                          | Mittelstraße 11 Lage                  | 17. oder 18. Jahrhundert | Fachwerkhaus, verputzt und verschiefert, wohl aus dem 17. oder 18. Jahrhundert, Anbau um 1900 | Fotos hochladen                |
| Heiligenhäuschen                  | Pfarrer-Reuter-Straße, bei Nr. 7 Lage | 18. oder 19. Jahrhundert | verputzter Bruchsteinblock, 18. oder 19. Jahrhundert                                          | Fotos hochladen                |
| Katholische Filialkirche St. Goar | Pfarrer-Reuter-Straße 19 Lage         | 1803                     | dreiachsiger Saalbau, 1803, Dachreiter von 1889                                               | weitere Bilder Fotos hochladen |